# Ceracis nigropunctatus
Ceracis nigropunctatus är en skalbaggsart som beskrevs av Lawrence 1967. Ceracis nigropunctatus ingår i släktet Ceracis och familjen trädsvampborrare. Inga underarter finns listade i Catalogue of Life.